# Хімічний склад
Хімі́чний скла́д, також Склад речовини — термін хімії — частка вмісту окремих хімічних елементів у речовині, матеріалі, сплаві, породі тощо.
Визначення хімічного складу є задачею хімічного аналізу. Методи визначення хімічного складу вивчає аналітична хімія.
Для чистих хімічних сполук хімічний склад визначається хімічною формулою. Для складних за вмістом речовин хімічний склад визначається кількісно у атомних відсотках або масових відсотках.

## Хімічний склад чистої речовини
Хімічний склад чистої речовини відповідає відносним кількостям елементів, що утворюють саму речовину. Його можна виразити хімічною формулою, такою як емпірична або молекулярна формула.
Наприклад, хімічна формула води — H2O: це означає, що кожна молекула води складається з 2 атомів водню (H) і 1 атома кисню (O). Хімічний склад води можна інтерпретувати як співвідношення атомів водню до атомів кисню 2:1.

## Хімічний склад суміші
Хімічний склад суміші можна визначити як розподіл окремих речовин, що утворюють суміш, які називаються «компонентами». Іншими словами, це еквівалентно кількісному визначенню концентрації кожного компонента. Оскільки існують різні способи визначення концентрації компонента, існують також різні способи визначення складу суміші. Він може бути виражений як молярна частка, об’ємна частка, масова частка, моляльність, молярність або нормальність або співвідношення змішування.